# Север, Франсуа
Альбе́р Франсуа́ Севе́р Гольденбе́рг (фр. Albert François Cevert Goldenberg; 25 февраля 1944, XIII округ Парижа — 6 октября 1973, Уоткинс-Глен, Нью-Йорк) — французский автогонщик, принимавший участие в чемпионате мира среди гонщиков.

## Семья
Сын Шарля Гольденберга (1901—1985), успешного парижского ювелира, и Угет Север, Франсуа Север родился в Париже в начале 1944 года. Его отец был евреем-иммигрантом из России, перевезённым родителями во Францию из-за Революции 1905 года. Во время Второй мировой войны, когда Франция была оккупирована нацистами, Шарль Гольденберг, как зарегистрированный еврей, присоединился к французскому Сопротивлению, чтобы избежать насильственной депортации в Польшу. Для того, чтобы не обращать внимание властей на своё присутствие в столице, Шарль и Угет записали всех своих четверых детей на фамилию матери. Через несколько лет спустя после освобождения Франции, отец Франсуа хотел дать своим детям фамилию Гольденберг, но семья была против, потому что все знали их под фамилией Север.

## Начало карьеры
Франсуа Север начал свою карьеру с двух колес, сначала гоняясь с друзьями на мотороллере Vespa, принадлежащем его матери, прежде чем пересел на собственный Norton в 19 лет. После службы в армии, Север переключил своё внимание на автомобили. В 1966 году он завершил курс подготовки в автошколе Ле-Мана, потом был зачислен в гоночную школу в Маньи-Куре.
В это же время он зарегистрировался для участия в соревновании Volant Shell, победитель которого получал в награду болид Alpine Формулы-3. Север прошёл квалификацию к финальной гонке и выиграл.
Его первый сезон в Ф3 на призовом Alpine сложился неудачно. Ему не хватало средств и опыта для того, чтобы должным образом настраивать и обслуживать свой болид. После того, как был найден спонсор на сезон 1968 года, Север поменял свой Alpine на более конкурентоспособный болид Tecno. На новой машине Север наконец начал выигрывать гонки, и к концу сезона он стал чемпионом французской Ф3, опередив Жан-Пьера Жабуя.
После победы во французской Формуле-3 Север присоединился к команде Tecno в Формуле-2 в 1969 году и закончил чемпионат третьим, приняв участие в Гран-при Германии 1969 года в классе Ф2. В то время Формула-2 была идеальным учебным полигоном для амбициозных гонщиков, так как многие топ-пилоты Больших Призов также соревновались в классе Ф2, когда им позволял график выступлений в Формуле-1. После того, как Джеки Стюарт с трудом обогнал Севера в гонке Формулы-2 в Кристал Пэлас в том же году, Стюарт посоветовал менеджеру своей команды Кену Тирреллу следить за молодым французом. Эта личная рекомендация окупилась в 1970 году, когда Тирреллу в сжатые сроки понадобился новый пилот — он держал в уме рекомендацию Стюарта. Тиррелл позднее комментировал причину попадания Севера в команду: «Все говорили, что это из-за Elf [французская нефтяная компания и спонсор Tyrrell], но настоящей причиной было то, как Джеки отзывался о нем.»

## Формула-1
Когда Джонни Серво-Гавен неожиданно покинул команду Tyrrell после трех гонок сезона 1970 года, Тиррелл позвал Севера стать его вторым пилотом, для того чтобы помочь Стюарту защитить чемпионский титул. На следующие четыре сезона Север стал преданным протеже ветерана Стюарта. После своего дебюта на Гран-при Нидерландов в Зандворте на втором клиентском Tyrrell March-Ford, он увеличивал свой темп и приближался к Стюарту фактически с каждой гонкой. Он заработал своё первое очко в чемпионате, финишировав шестым на Гран-при Италии в Монце.
В 1971 году с командой Tyrrell, теперь строящей свои собственные болиды, Север финишировал вторым во Франции и Германии, оба раза позади лидера команды Стюарта. Затем в финальном Гран-при сезона в США на обновленной трассе Уоткинс-Глен француз заработал свою первую и единственную победу в Больших Призах:

Стартуя с 5-го места, Север перехватил лидерство у Стюарта на 14-м круге, после того как у шотландца начались проблемы с расслоением шин. На середине дистанции Север начал испытывать те же проблемы, которые ранее преследовали Стюарта. Жаки Икс был близко, и его шины Firestone выглядели лучше в течение гонки. На 43-м круге Икс установил быстрейший круг гонки и сократил отставание до 2,2 секунды. Затем на 49-м круге генератор на Ferrari Икса отвалился, пробив дыру в коробке передач и залив всю трассу маслом! McLaren Денни Халма поскользнулся на масле и ударился о барьер, сломав переднюю подвеску. Халм стоял рядом с трассой, когда Север проезжал мимо и тоже задел барьер, но продолжил движение, теперь лидируя с отрывом в 29 секунд! Север ехал, подняв обе руки с руля, для того чтобы помахать в тот момент, когда он пересекал финишную черту.— 
Север стал всего лишь вторым французом, сумевшим выиграть Гран-при Формулы-1 (Морис Трентиньян выигрывал Гран-при Монако в 1955 и 1958 годах), и это была высшая точка его карьеры, которая помогла занять 3-е место в чемпионате 1971 года вслед за Стюартом и Ронни Петерсоном.

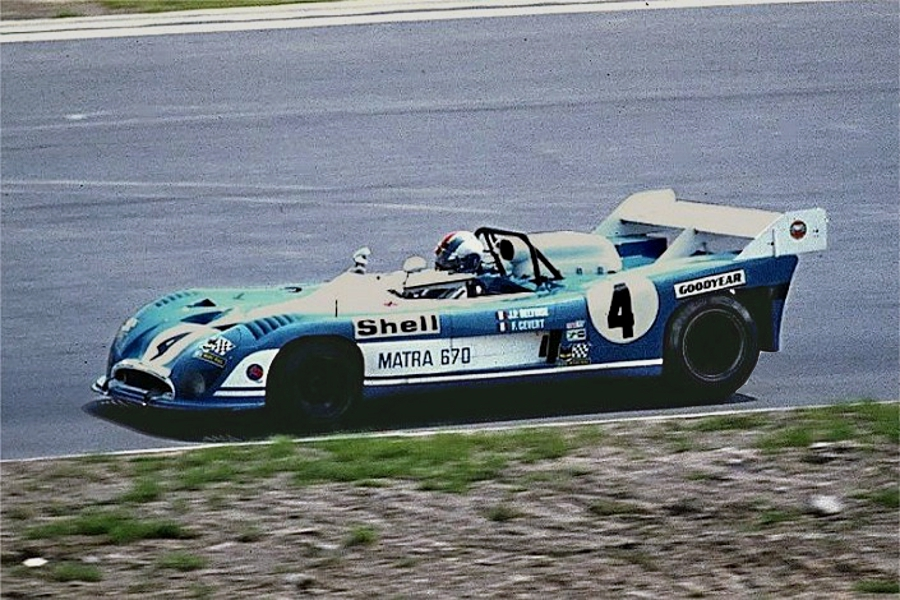
Франсуа Север за рулем Matra 670 на трассе Нюрбургринг в 1973 г.

Большие надежды Севера, Стюарта и Тиррелла не сбылись в 1972 году, когда Эмерсон Фиттипальди и Lotus выиграли личный зачёт и кубок конструкторов.
Север лишь трижды финишировал в очках — вторые места в Бельгии и США, и четвёртое в его домашней гонке во Франции на трассе Клермон-Ферран. Единственным ярким пятном в разочаровывающем для Севера году было второе место в 24 часах Ле-Мана за рулем Matra-Simca 670 в паре с новозеландцем Хоуденом Генли.

## Смерть
В 1973 году команда Tyrrell вернулась на вершину Формулы-1, и Север показал, что он был способен держаться за Стюартом почти в каждой гонке. Он финишировал вторым шесть раз, трижды за Стюартом, который признавал, что француз был очень «послушным» напарником. Поскольку Север начал выделяться даже на фоне гоночных способностей Стюарта, шотландец тайно планировал закончить карьеру после заключительной гонки сезона в США. В сезоне 1974 года Север должен был стать достойным лидером команды Tyrrell.
На Уоткинс-Глен, когда Стюарт уже заработал свой третий титул чемпиона мира, Север погиб утром в субботу во время квалификации, сражаясь за поул-позицию с Ронни Петерсоном. В быстрой связке из правого и левого поворотов под названием Esses машина Севера слишком прижалась к левой стороне, ударившись об ограждение трассы, описанное Ники Лаудой в его книге «The Art and Science of Grand Prix Driving» как невероятно опасное (это ограждение на автодроме не менялась вплоть до 2005 года, когда там начали проводить гонки IRL). Из-за удара машина Севера слишком сильно отклонилась к правой части трека, где коснулась барьера, в результате чего автомобиль вылетел и ударился об отбойник с другой стороны трассы под углом 90 градусов, подняв и вырвав с корнем барьер. Север погиб мгновенно от множественных травм, полученных от столкновения.
Джеки Стюарт был одним из первых на месте аварии Севера и говорил позднее: «Они оставили его [в машине], потому что он был явно мертв». Когда тренировка возобновилась, Стюарт выехал на трассу в своей машине для того, чтобы самому понять, что произошло. Его заключение состояло в том, что он предпочитал проходить связку Esses на 5-й передаче на низких оборотах двигателя. Север однако предпочитал использовать 4-ю передачу и высокие обороты: это всегда был компромисс, потому что нужно было разгоняться в связке поворотов. Стюарт отмечал, что Tyrrell всегда вел себя нервно в этой части трассы Уоткинс-Глен из-за его короткой колесной базы; он чувствовал как что-то препятствовало пилотированию на более высокой передаче, даже если это означало потерю времени, если он пройдёт поворот по неправильной траектории. Таким образом, стиль пилотирования Севера мог быть, возможно, решающим фактором в этой аварии. Стюарт не вышел на старт своей заключительной гонки из-за смерти Севера.
Северу было 29 лет и 224 дня. Он похоронен на кладбище в Водельне, Мен и Луара. На его могиле установлена мемориальная доска из чёрного мрамора и маленький чёрный барельеф на стене позади могилы.

## Результаты гонок в Формуле-1
| Легенда к таблице |                                                                    |
| --- | ------------------------------------------------------------------ |
| В таблице перечислены результаты всех Гран-при Формулы-1, в которых принимал участие гонщик. Строками таблицы являются сезоны, столбцами — этапы чемпионата мира. В каждой клетке указаны сокращённое название этапа и результат, дополнительно обозначенный цветом. Расшифровка обозначений и цветов представлена в нижеследующей таблице. |                                                                    |
| \| Пример \| Описание \| \| ------------ \| ------------------------------------------------------------------ \| \| 1 \| Победитель \| \| 2 \| Второе место \| \| 3 \| Третье место \| \| 5 \| Финишировал, заработав очки \| \| Сход \| Не финишировал, но при этом заработал очки \| \| 12 \| Финишировал, не получив очков \| \| НКЛ \| Финишировал, но не попал в финальную классификацию \| \| 15 \| Участвовал вне зачёта, либо по отдельной классификации \| \| 18 \| Не финишировал, но попал в финальную классификацию \| \| Сход \| Не финишировал \| \| НКВ \| Не прошёл квалификацию \| \| НПКВ \| Не прошёл предквалификацию \| \| ДСК \| Дисквалифицирован \| \| ИСК \| Исключён из протокола соревнований \| \| ТТ \| Заявлен для участия только в тренировках \| \| НС \| Участвовал в квалификации, но не стартовал в гонке \| \| Т \| Травмирован или болен \| \| ОТК \| Отказ от участия \| \| НТР \| Прибыл на соревнования, но на трассу не выезжал \| \| НПР \| Был заявлен в числе участников, но не прибыл к началу соревнований \| \| О \| Соревнования отменены \| \| \| Не участвовал \| \| Поул-позиция \| \| \| Быстрый круг \| \| |                                                                    |
| Пример | Описание                                                           |
| 1 | Победитель                                                         |
| 2 | Второе место                                                       |
| 3 | Третье место                                                       |
| 5 | Финишировал, заработав очки                                        |
| Сход | Не финишировал, но при этом заработал очки                         |
| 12 | Финишировал, не получив очков                                      |
| НКЛ | Финишировал, но не попал в финальную классификацию                 |
| 15 | Участвовал вне зачёта, либо по отдельной классификации             |
| 18 | Не финишировал, но попал в финальную классификацию                 |
| Сход | Не финишировал                                                     |
| НКВ | Не прошёл квалификацию                                             |
| НПКВ | Не прошёл предквалификацию                                         |
| ДСК | Дисквалифицирован                                                  |
| ИСК | Исключён из протокола соревнований                                 |
| ТТ | Заявлен для участия только в тренировках                           |
| НС | Участвовал в квалификации, но не стартовал в гонке                 |
| Т | Травмирован или болен                                              |
| ОТК | Отказ от участия                                                   |
| НТР | Прибыл на соревнования, но на трассу не выезжал                    |
| НПР | Был заявлен в числе участников, но не прибыл к началу соревнований |
| О | Соревнования отменены                                              |
| | Не участвовал                                                      |
| Поул-позиция |                                                                    |
| Быстрый круг |                                                                    |

| Год  | Команда | 1        | 2      | 3        | 4        | 5        | 6      | 7        | 8        | 9        | 10       | 11       | 12       | 13       | 14       | 15     | Место | Очки |
| ---- | ------- | -------- | ------ | -------- | -------- | -------- | ------ | -------- | -------- | -------- | -------- | -------- | -------- | -------- | -------- | ------ | ----- | ---- |
| 1969 | Tecno   | ЮАР      | ИСП    | МОН      | НИД      | ФРА      | ВЕЛ    | ГЕР Сход | ИТА      | КАН      | США      | МЕК      |          |          |          |        | -     | 0    |
| 1970 | Tyrrell | ЮАР      | ИСП    | МОН      | БЕЛ      | НИД Сход | ФРА 11 | ВЕЛ 7    | ГЕР 7    | АВТ Сход | ИТА 6    | КАН 9    | США Сход | МЕК Сход |          |        | 22    | 1    |
| 1971 | Tyrrell | ЮАР Сход | ИСП 7  | МОН Сход | НИД Сход | ФРА 2    | ВЕЛ 10 | ГЕР 2    | АВТ Сход | ИТА 3    | КАН 6    | США 1    |          |          |          |        | 3     | 26   |
| 1972 | Tyrrell | АРГ Сход | ЮАР 9  | ИСП Сход | МОН НКЛ  | БЕЛ 2    | ФРА 4  | ВЕЛ Сход | ГЕР 10   | АВТ 9    | ИТА Сход | КАН Сход | США 2    |          |          |        | 6     | 15   |
| 1973 | Tyrrell | АРГ 2    | БРА 10 | ЮАР НКЛ  | ИСП 2    | БЕЛ 2    | МОН 4  | ШВЕ 3    | ФРА 2    | ВЕЛ 5    | НИД 2    | ГЕР 2    | АВТ Сход | ИТА 5    | КАН Сход | США НС | 4     | 47   |